# Vicolo del Bologna
Vicolo del Bologna är en gränd i Trastevere i Rom. Den löper från Via della Scala och Piazza della Scala till Via Benedetta och Vicolo del Cinque. Gränden är uppkallad efter en bolognesisk målare, men man vet inte vilken.
Vid gränden finns bland annat det medeltida Torre dei Bologna samt en renässansbyggnad från 1500-talet.

## Omgivningar
- Santa Maria della Scala
- Sant'Egidio

## Bilder
| - Santa Maria della Scala. - Sant'Egidio. |